# Edward Szediwy
Edward Szediwy (ur. w 1827 w Pradze, zm. 1 października 1898 w Przemyślu) – polski duchowny rzymskokatolicki, prepozyt kapituły przemyskiej, prefekt seminarium duchownego.

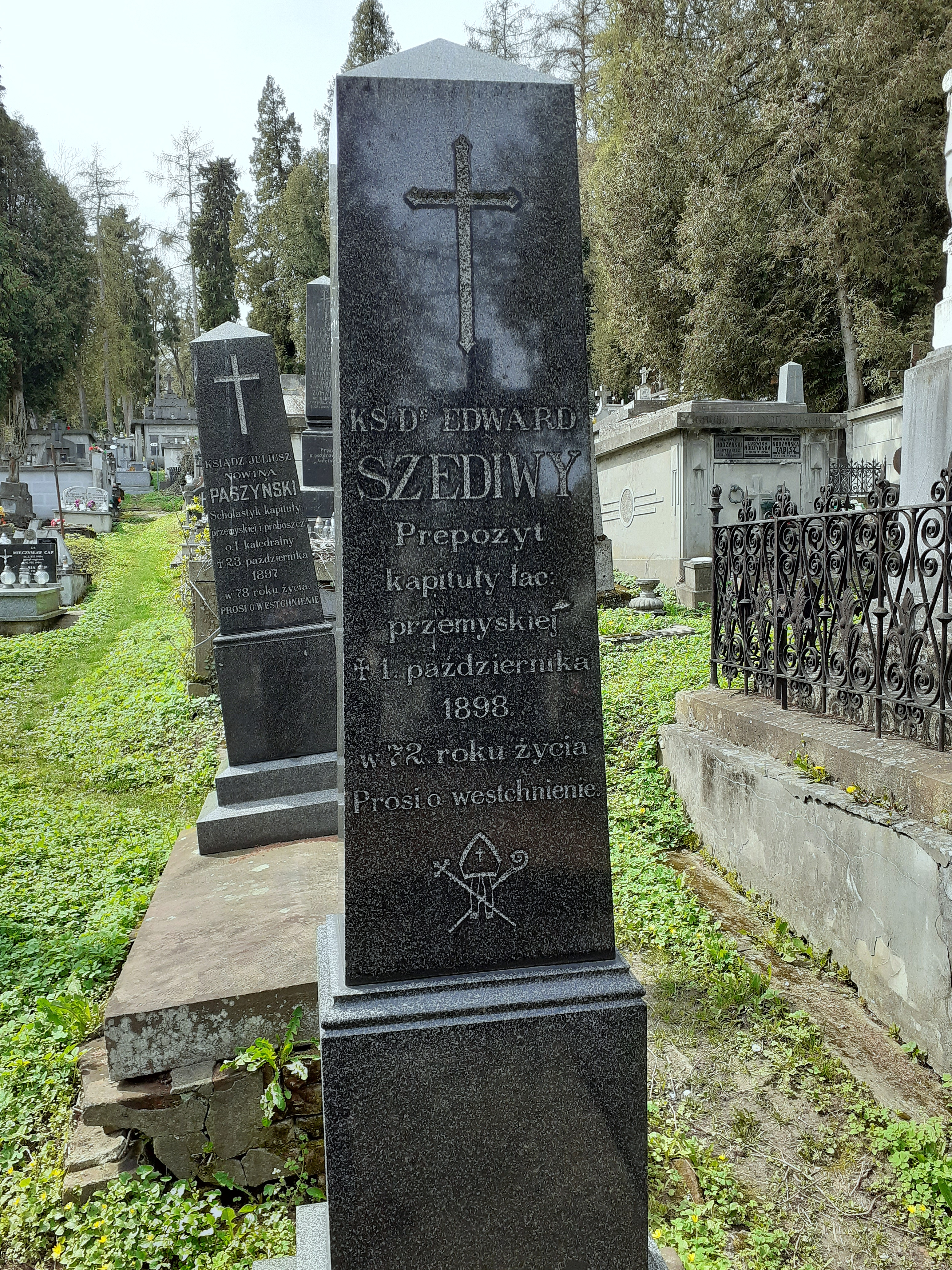
Nagrobek ks. Edwarda Szediwego

## Życiorys
Był synem lekarza w skarbie łańcuckim. Początkowo uczył się w domu. Ukończył sześcioletnie gimnazjum w Rzeszowie i dwuletni zakład filozoficzny przy gimnazjum przemyskim. W 1850 otrzymał święcenia kapłańskie w Przemyślu. Przez dwa lata był wikariuszem w Rymanowie. Następnie studiował w Wiedniu, gdzie otrzymał stopień doktora teologii. Po powrocie był prefektem w seminarium przemyskim. Był profesorem studium biblijnego Starego Zakonu.
W 1877 przyjęty do grona kapituły, po 9 latach został scholastykiem, a 19 sierpnia 1888 został prepozytem kapituły. 
Został pochowany na cmentarzu Głównym w Przemyślu 5 października 1898.